# Jaina Solo
Jaina Solo egy kitalált szereplő a Star Wars élőszereplős filmsorozatban.

## Pályafutása
Jaina Solo kiváló jedi, tanítója Rohema Parfara Vagie, kiválóan tud célozni és jó pilóta is. Jól használja az Erőt, bár gyengébb a legnagyobb sitheknél. Jaina egyben hercegnő is, ezért el kell menekülnie a nehéz ellenfelek elől, mert neki az élete kulcsfontosságú a galaxisnak és Corelliának, ezért mindig ki kell menteni őt a nehéz harcokból.